# Vennbahn-exklaverna

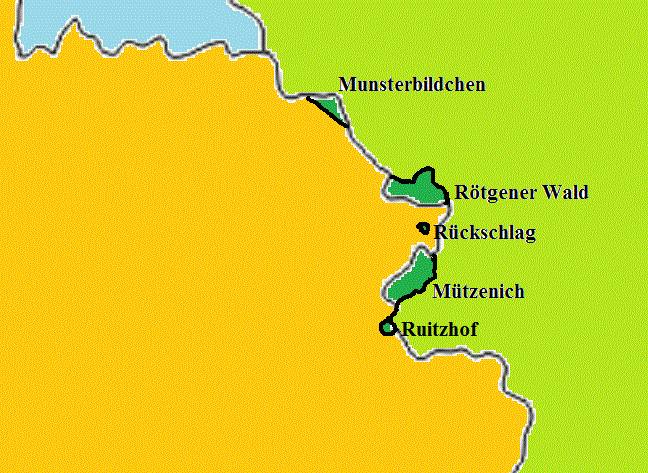
Vennbahn-exklaverna ligger väster om det till Belgien avträdda järnvägsspåret.

Vennbahn-exklaverna är fem tyska exklaver i Belgien, belägna strax söder om Aachen. Exklaverna hör administrativt till de tyska kommunerna (tyska: Gemeinde) Roetgen och Monschau. Exklaverna skiljs sedan 1920 från Tyskland av marken för den nu upprivna järnvägen Vennbahn, vars banvall och tillhörande stationer avträddes till Belgien i en separat gränsreglering efter Versaillesfreden.